# Ekkebrecht von Grifte
Ekkebrecht von Grifte, auch „Eckebrecht“ (* 1342 (?) auf der Burg Grifte in Grifte; † nach 1406) war ein Edelfreier, Amtmann und Burgvogt in Nordhessen.

## Leben
Ekkebrecht gehörte dem hessischen Ministerialengeschlecht derer „von Grifte“ an und war Lehnsmann der Landgrafen von Hessen. Er war Amtmann in Gudensberg und Burgvogt der dortigen Obernburg, die er 1387 erfolgreich gegen Kurmainzer Truppen verteidigte. In den Annalen wird er als tapferer, beherzter und verdienstvoller Kämpfer bei der Verteidigung beschrieben. Als Belohnung erhielt er von Landgraf Hermann II. 1388 den Teil der Burg Falkenstein bei Niedenstein, den zuvor Ludwig von Wildungen besessen hatte, und deren Besitz er sich nunmehr mit dem Geschlecht der Hund zu Kirchberg teilte. 1406 erwarb er ein Drittel der Burg Schönstein und des Amts Schönstein bei Gilserberg, das ihm die Grafen Gottfried IX. und Johann II. von Ziegenhain verpfändeten. Dieses Pfand wurde 1420 von den Ziegenhainer Grafen für 160 Gulden wieder eingelöst, wie seine Witwe Elisabeth Schenck zu Schweinsberg bekundete.

## Nachkommen
Ekkebrecht und seine Frau Elisabeth hatten mindestens drei namentlich bekannte Söhne, Heinrich, Eckbert und Henne. Sie waren im Jahre 1430 in einen Erbstreit um den Hundt'schen Anteil an der Burg Falkenstein verwickelt, den der Landgraf erst mit erheblicher Mühe und nach langer Zeit beilegen konnte.

## Literarische Verarbeitung
Von dem Dichter Karl Engelhard (1879–1914) stammt das Gedicht Der treue Eckebrecht, in welchem er dessen Standhaftigkeit bei der Belagerung von 1387 beschreibt, als selbst die Ehefrau des Landgrafen ihn zum Aufgeben bewegen will.
1924 verfasste Richard Weisser das historische Schauspiel Ekkebrecht von Grifte in vier Akten.